# مترو شيراز
مترو شيراز S.U.R.O (بالفارسية: متروى شيراز) هو مشروع حيوي ابتدأت الحكومة الإيرانية بعمله في مدينة شيراز، وذلك ضمن خطة لبناء مشاريع مماثلة في مدن أخرى في إيران (كقم، أصفهان، مشهد وتبريز). وذلك لإن المدن الإيرانية تزداد نمواً سكانياً يوماً بعد يوم، مما يجعل الحاجة إلى وسائل المواصلات أكثر.

## المسارات
يتكون مترو شيراز من ثلاثة خطوط وهي:
 * خط 1: يبدأ هذا المسار من ساحة جلسرخ (گلسرخ) (القريبه من المطار) إلى ساحة احسان وساحة ميرزا كوجك خان في شمال غرب شيراز.
 * خط 2: يكون طوله 8.5 كيلو متر ويتقاطع مع خط 1 عند ساحة الإمام الحسين (میدان امام‌حسین).
 * خط 3: يكون طوله 16 كيلو متر، يمر هذا المسار على محطة القطارات كي يخدم المسافرين عبر القطار ليركبوا المترو في أي وقت.

## صور من الداخل

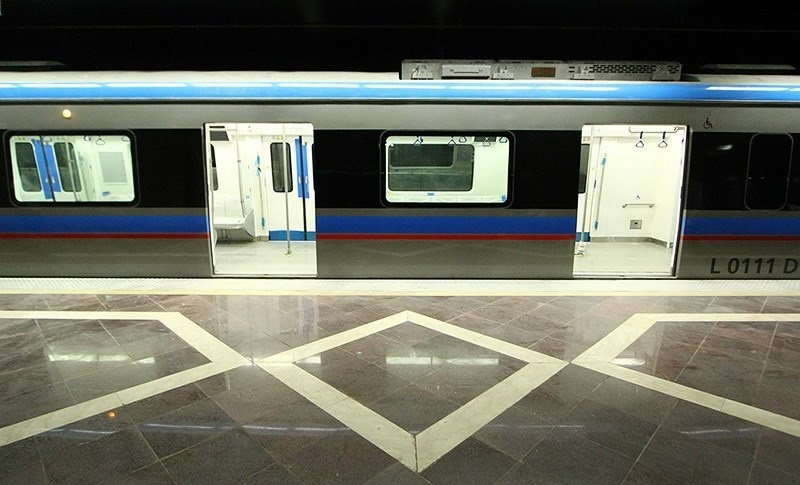
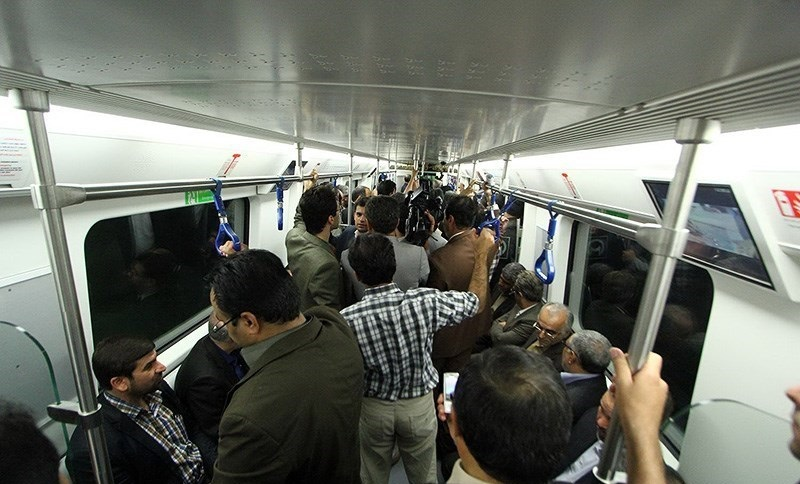
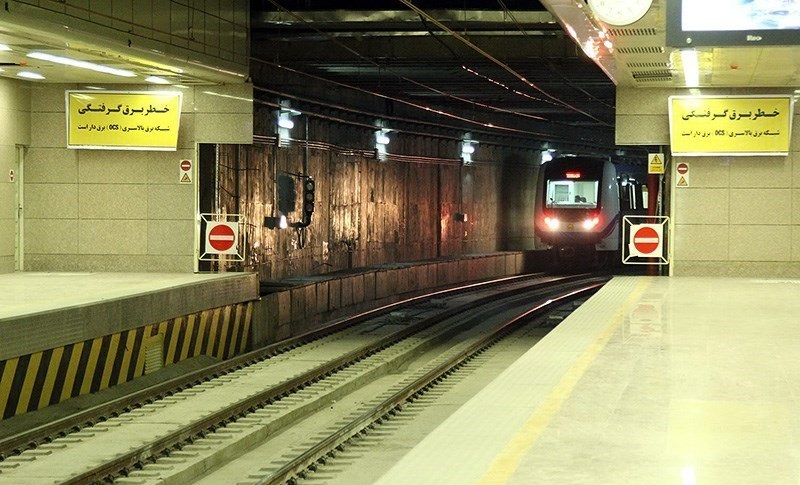
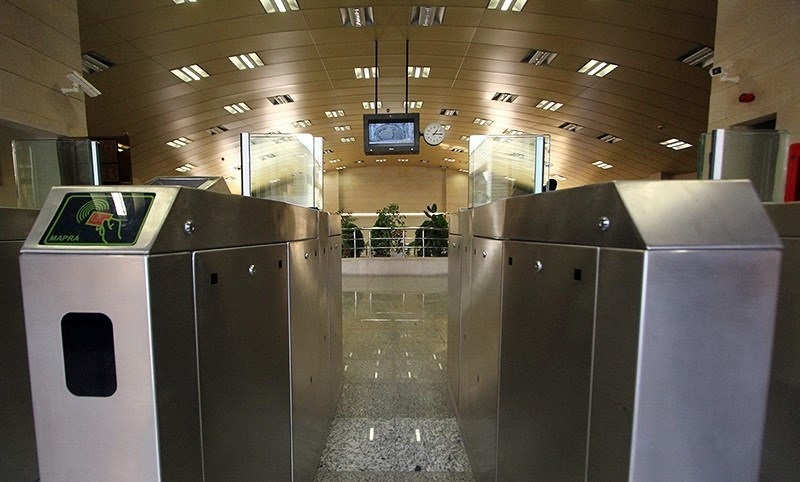

## معلومات سريعة
| الاسم       | مترو شيراز           |
| الدولة      | إيران                |
| المدينة     | شيراز                |
| المسارات    | 3 مسارات             |
| مقياس السكة | 1435 مم مقياس المسار |

## انظر ايضاً
- مترو
- مترو تبريز
- مترو طهران